# كان باريت
كان باريت (بالإنجليزية: Kane Barrett)‏ هو لاعب اتحاد الرغبي نيوزيلندي، ولد في 16 أبريل 1990 في نيو بلايموث في نيوزيلندا.

## وصلات خارجية
- كان باريت عل موقع إسبنسكروم (الإنجليزية)
- كان باريت على موقع ItsRugby.co.uk (الإنجليزية)